# Kazuki Sorimachi
Kazuki Sorimachi (反町 一輝 Sorimachi Kazuki?, nacido el 11 de agosto de 1987 en Gunma) es un exfutbolista japonés. Jugaba de delantero y su último club fue el Tonan Maebashi de Japón.

## Trayectoria

### Clubes
| Club           | País  | Año  |
| -------------- | ----- | ---- |
| Thespa Kusatsu | Japón | 2005 |
| Thespa Kusatsu | Japón | 2008 |
| Tonan Maebashi | Japón | 2010 |